# Edgar Knobloch
Edgar Knobloch (11. listopadu 1927 Praha – 3. února 2013 Quillan, Francie) byl český a evropský badatel, historik, polyglot a spisovatel.

## Život
Vystudoval právnickou fakultu University Karlovy v Praze. Jeho celoživotním zájmem byly dějiny a umění Středního východu a Orientu. Znalost ruštiny, tureckého jazyka a arabštiny mu umožňovala orientovat se ve východních kulturách. Podnikl více než třicet cest do států středního až dálného východu, od Jemenu po Xinjiang, stejně jako do asijských států bývalého Sovětského svazu. Psal beletrii, cestopisy i poezii a limericky.

## Knihy
- Kulja (s Richardem Blahou, Prešov, 1960, rusky)
- V srdci Ázie (1961, slovensky)
- V srdci Asie (první vydání SNDK 1962, česky)
- Kurdská noc (Jean-Richard Bloch; Edgar Knobloch; Vladimír Brett, SNKLU, 1963, česky)
- V zemi pouští a hor: výstava fotografií ze Sovětské Střední Asie (s Miloš Hrbas; Náprstkovo Muzeum Asijských, Afrických a Amerických kultur, 1964, katalog, česky)
- Stesky (Joachim Du Bellay; Edgar Knobloch; Jan Vladislav, SNKLU, 1964, česky)
- Smrt Tamerlánova (první vydání 1965, Triton, 2003, česky)
- Putování k Mongolům (Johannes de Plano Carpini.; Willelmus de Rubruk.; Ruy Gonzales de Clavijo, SNKLU, 1964, česky)
- Umění Střední Asie (s Milošem Hrbasem, SNKLU, 1965, česky)
- The Art of Central Asia (s Milošem Hrbasem; Artia – Praha, Paul Hamlyn - London 1965, anglicky)
- Encyklopedie umění středověku (René Huyghe, první vydání Odeon, 1969, česky)
- Beyond the Oxus: archaeology, art & architecture of Central Asia (London, Benn; Totowa, N.J., Rowman & Littlefield, 1972, Arcadia Publishing, 2004, anglicky)
- Turkestan : Taschkent, Buchara, Samarkand : Reisen zu den Kulturatätten Mittelasiens (s Peter de Mendelssohn, Prestel-Verlag, 1973, München; London; New York: Prestel, 1999, německy)
- Baedeker's Netherlands, Belgium & Luxembourg (spoluautor s Wernerem Fauserem, 1984, 1989 by Prentice Hall, Inc., anglicky)
- Strach (s Věrou Martinkovou, Alfa-Omega, 2001, česky)
- Monuments of Central Asia: A Guide to the Archaeology, Art and Architecture of Turkestan (I. B. Tauris, první vydání 2001, anglicky)
- Návrat nežádoucí (Alfa Omega, 2002, česky)
- Roztroušená rodinka a jiné rozmarné veršíky (Alfa-Omega, 2003, česky)
- Klec (Triton, 2003, česky)
- The Archaeology and Architecture of Afghanistan (první vydání Tempus, 2002, Arcadia Publishing 2004, anglicky)
- Sněhurka a čtrnáct trpaslíků (Alfa Omega 2007, česky)
- Russia & Asia: Nomadic & Oriental Traditions in Russian History (Odyssey Publications, 2007, anglicky)
- Nomádi a Rusové (Triton, 2008, česky)
- Cizinec z povolání (Alfa-Omega, 2009, česky)
- Treasures of the Great Silk Road (The History Press, první vydání 2012)

## Články
- Reviews of Books - Monuments of Central Asia: A Guide to Archaeology, Art and Architecture of Turkestan (by Edgar Knobloch; Colin Paul Mitchel, Journal of Asian history. 36, no. 2, (2002): 202 Publisher: Wiesbaden, O. Harrassowitz)
- [Review of] Beyond the Oxus: Archaeology, Art and Architecture of Central Asia by Richard Ettinghausen, Middle East Journal, v28 n1 (Winter, 1974): 70-71, anglicky)
- [Review of] Monuments of Central Asia: A Guide to the Archaeology, Art and Architecture of Turkestan by A. D. H. Bivar, Journal of the Royal Asiatic Society, v12 n2 (Jul., 2002): 219-220, anglicky)
- [Review of] Beyond the Oxus: Archaeology, Art and Architecture of Central Asia by A. D. H. Bivar, Bulletin of the School of Oriental and African Studies, University of London, v36 n3 (1973: 743-744
- [Review of] Beyond the Oxus: Archaeology, Art… by Oleg Grabar [Review of] Beyond the Oxus: Archaeology, Art and Architecture of Central Asia, The Journal of Asian Studies, v32 n2 (Feb., 1973): 333-334, anglicky

## Překlady
Z autorových překladů je třeba vzpomenout překlady Carpiniho, Rubrucka a Clavija.